# Оркино (Алнаський район)
О́ркино (рос. Оркино) — присілок у складі Алнаського району Удмуртії, Росія.

## Населення
Населення — 197 осіб (2010; 250 в 2002).
Національний склад станом на 2002 рік:
- удмурти — 98 %

## Урбаноніми[3]
- вулиці — Лісова, Молодіжна, Нагірна, Поперечна, Радянська, Тіниста